# マアマドゥ・ディアッラ
マアマドゥ・ディアッラ（Mahamadou Diarra, 1981年5月18日 - ）は、マリ・バマコ出身の元同国代表サッカー選手。ポジションはミッドフィールダー。ムスリムである。

## 経歴

### 初期の経歴
マリの伝説的プレイヤー、サリフ・ケイタのトレーニングセンターで技術を磨き、17歳で渡欧して1998年にギリシャ・スーパーリーグのOFIクレタからデビューした。1999年にオランダ・エールディヴィジのフィテッセに移籍し、2000年夏に就任したロナルド・クーマン監督の下で中盤の要として頭角を現した。2002年にはフランス・リーグ・アンのオリンピック・リヨンに5年契約で移籍した。当初は控え選手だったが、2003-04シーズンにポール・ル・グエン監督が3人のセンターハーフを置くシステムを採用したことでポジションを獲得し、MFマイケル・エッシェンやMFジュニーニョ・ペルナンブカーノなどとトリオを組んで4度のリーグ優勝に貢献した。

### レアル・マドリード
2006年夏にはリーガ・エスパニョーラのレアル・マドリードやプレミアリーグのマンチェスター・ユナイテッドFCなどがM・ディアラの獲得レースに参加した。オリンピック・リヨンのジャン・ミシェル・オラス会長は、2005年夏にエッシェンがチェルシーFCに移籍した際の金額である4000万ユーロを支払うクラブがあるまでは売却しないと強く主張したが、本人はスペインでのプレーを強く望み、全体練習を拒否するなどの行動を起こして、8月18日にはレアル・マドリードが移籍金2600万ユーロで契約を取りまとめた。8月22日にはエスタディオ・サンティアゴ・ベルナベウでラモン・カルデロン会長によってお披露目され、前シーズンまでDFイバン・エルゲラが着けていた背番号6のユニフォームが渡された。
2006-07シーズンはファビオ・カペッロ監督が2人の守備的ミッドフィールダーを置くシステムを採用し、M・ディアラは中心的な役割を果たした。2006年12月にはチームメイトのMFアントニオ・カッサーノがテレビ局のカメラに向かってカペッロ監督の采配を批判し、M・ディアラもカッサーノに同意するような会話をしたため、1試合の招集メンバーから外れた。2007年6月18日、2003年以来のリーグ優勝が懸かったRCDマヨルカ戦でM・ディアラは1-1と引き分けてる中で81分に頭で勝ち越し点を挙げた。その後、84分にホセ・アントニオ・レジェスが3点目を決め、3-1でタイトル獲得に貢献した。
2007-08シーズンはベルント・シュスター監督の下で枢要な役割を果たし、MFフェルナンド・ガゴのチームへの適応が遅れたため、守備的ミッドフィールダーのファーストチョイスとしてプレーし、2位のビジャレアルCFに勝ち点8差をつけ連覇に貢献。これでリヨン時代の2002-03シーズンから6シーズン連続でリーグ優勝を経験した。また、2007年には初めてアフリカ年間最優秀選手にノミネートされたが、最終候補の3名からは外れた。
2008年10月、チャドとの代表戦中に膝にタックルを受けてフィールドに倒れ、1ヶ月の間離脱して11月後半までリハビリに当てた。しかし、復帰した途端に太腿や膝半月板を負傷し、手術を受けるために2008-09シーズンの残りを棒に振った。半年間は選手登録を抹消され、彼の背番号6はポーツマスFCから新加入のMFラッサナ・ディアラに渡された。2009-10シーズンはL・ディアラがレギュラーポジションを獲得し、再び背番号6に戻ったM・ディアラは控えに回った。
2010年夏にMFメスト・エジルとMFサミ・ケディラが加入してきたことでさらに層が厚くなり、さらにジョゼ・モウリーニョ監督に交代したことで出場機会を得るのに苦しむ中、リヴァプールFC, フェネルバフチェとガラタサライSK,ACFフィオレンティーナとユヴェントスFC, マラガCF, アストン・ヴィラFCとエヴァートンFC など数多くのクラブが彼の獲得に興味を示した。2011年1月に退団することが報告されると再びマラガなど幾つかのクラブが関心を寄せた。チャド戦で負傷以降、2シーズンでスタメン出場は僅か8試合だった。

### ASモナコ
2011年1月27日にリーグ・アンのASモナコへ完全移籍し、フランスサッカー界に復帰した。0-0で引き分けたオリンピック・マルセイユ戦でデビュー。加入1年目にチームはリーグ・ドゥに降格し、同シーズン限りで退団した。退団後は中東 やイングランド・2部のドンカスター・ローヴァーズFC への移籍の噂があったが、実現することはなかった。

### フラムFC
半年間の無所属期間を経て、2012年2月26日にイングランド・プレミアリーグのフラムFCに移籍。契約は2011-12シーズンいっぱいとなっているが、2013年までの延長オプションが付いている。3月4日のウルヴァーハンプトン・ワンダラーズFC（5-0）とのデビュー戦5得点目をアシストした。3月17日のスウォンジ・シティAFC戦（0-3）で初スタメンを飾り、4月7日のボルトン・ワンダラーズFC戦（3-0）で初得点を記録した。
リーグ戦に11試合出場とマルティン・ヨル監督にアピールしたディアッラは、5月17日に2012-13シーズン終了まで1年契約を延長した。
2013年夏に契約が満了し無所属となったが、2014年3月26日に再契約した。

### フラム退団後
2013-14シーズン限りでフラムを退団するとフリーとなった。2016-17シーズン開幕前にチャンピオンシップのブレントフォードFCのトレーニングに参加。2016年9月20日、リザーブチームの一員としてレイトン・オリエントFCとのフレンドリーマッチに出場した。

### 代表
U-20代表時代、1999年にナイジェリアで開催された1999 FIFAワールドユース選手権に出場し、3位になった。2001年にマリA代表に初招集され、2002年のアフリカネイションズカップ2002では最優秀若手選手賞を受賞した。

## 所属クラブ
- OFIクレタ 1998-1999
- フィテッセ 1999-2002
- オリンピック・リヨン 2002-2006
- レアル・マドリード 2006-2011
- ASモナコ 2011
- フラムFC 2012-2014

## 代表歴
- FIFAワールドユース選手権 : 1999
- アフリカネイションズカップ : 2002, 2004, 2008, 2010

## 個人成績
クラブでの出場記録
2012年4月30日時点
| クラブ             | シーズン | 国内リーグ | 国内リーグ | 国内カップ | 国内カップ | 欧州カップ | 欧州カップ | 通算 | 通算 |
| クラブ             | シーズン | 出場       | 得点       | 出場       | 得点       | 出場       | 得点       | 出場 | 得点 |
| ------------------ | -------- | ---------- | ---------- | ---------- | ---------- | ---------- | ---------- | ---- | ---- |
| OFI                | 1998-99  | 21         | 2          | 0          | 0          | 0          | 0          | 21   | 2    |
| OFI                | 通算     | 21         | 2          | 0          | 0          | 0          | 0          | 21   | 2    |
| フィテッセ         | 1999-00  | 16         | 2          | 0          | 0          | 1          | 0          | 17   | 2    |
| フィテッセ         | 2000-01  | 29         | 4          | 1          | 0          | 2          | 0          | 32   | 4    |
| フィテッセ         | 2001-02  | 24         | 3          | 4          | 0          | 0          | 0          | 28   | 3    |
| フィテッセ         | 通算     | 69         | 9          | 5          | 0          | 3          | 0          | 77   | 9    |
| リヨン             | 2002-03  | 28         | 1          | 4          | 1          | 7          | 0          | 39   | 2    |
| リヨン             | 2003-04  | 27         | 1          | 1          | 1          | 10         | 0          | 38   | 2    |
| リヨン             | 2004-05  | 34         | 2          | 4          | 1          | 9          | 2          | 47   | 5    |
| リヨン             | 2005-06  | 32         | 3          | 5          | 1          | 9          | 2          | 46   | 6    |
| リヨン             | 2006-07  | 2          | 0          | 0          | 0          | 0          | 0          | 2    | 0    |
| リヨン             | 通算     | 123        | 7          | 14         | 4          | 35         | 4          | 172  | 15   |
| レアル・マドリード | 2006-07  | 33         | 3          | 4          | 0          | 7          | 1          | 44   | 4    |
| レアル・マドリード | 2007-08  | 30         | 0          | 2          | 0          | 6          | 0          | 38   | 0    |
| レアル・マドリード | 2008-09  | 9          | 0          | 3          | 0          | 3          | 0          | 15   | 0    |
| レアル・マドリード | 2009-10  | 15         | 0          | 2          | 0          | 3          | 0          | 20   | 0    |
| レアル・マドリード | 2010-11  | 3          | 0          | 3          | 0          | 2          | 0          | 8    | 0    |
| レアル・マドリード | 通算     | 90         | 3          | 14         | 0          | 21         | 1          | 125  | 4    |
| モナコ             | 2010-11  | 9          | 0          | 0          | 0          | 0          | 0          | 9    | 0    |
| モナコ             | 通算     | 9          | 0          | 0          | 0          | 0          | 0          | 9    | 0    |
| フラムFC           | 2011-12  | 11         | 1          | 0          | 0          | 0          | 0          | 11   | 1    |
| フラムFC           | 2012-13  | 8          | 0          | 0          | 0          | 0          | 0          | 8    | 0    |
| フラムFC           | 通算     | 19         | 1          | 0          | 0          | 0          | 0          | 19   | 1    |
| 通算               | 通算     | 331        | 22         | 33         | 4          | 59         | 5          | 423  | 31   |

代表での得点
| #  | 日時          | 場所     | 対戦相手       | スコア | 最終結果 | 大会                           |
| -- | ------------- | -------- | -------------- | ------ | -------- | ------------------------------ |
| 1. | 2004年1月30日 | チュニス | ブルキナファソ | 1–2    | 1-3      | アフリカネイションズカップ2004 |
| 2. | 2004年2月7日  | チュニス | ギニア         | 2-1    | 2-1      | アフリカネイションズカップ2004 |

## タイトル

### クラブ
リヨン
- リーグ・アン : 2002-03, 2003-04, 2004-05, 2005-06
- トロフェ・デ・シャンピオン : 2003, 2005, 2006

レアル・マドリード
- プリメーラ・ディビシオン : 2006-07, 2007-08
- スーペルコパ・デ・エスパーニャ : 2008

### 個人
- リーグ・アン ベストイレブン : 2005-06